# Saint-Pierre-d'Entremont, Orne
Saint-Pierre-d'Entremont är en kommun i departementet Orne i regionen Normandie i nordvästra Frankrike. Kommunen ligger i kantonen Tinchebray som tillhör arrondissementet Argentan. År 2022 hade Saint-Pierre-d'Entremont 659 invånare.

## Befolkningsutveckling
Antalet invånare i kommunen Saint-Pierre-d'Entremont
| Referens: INSEE |